# Dick Haynes
Dick Haynes (ur. 9 stycznia 1911 w Beaumont, zm. 25 listopada 1980) – amerykański aktor filmowy i telewizyjny.

## Filmografia
seriale
- 1959: Nietykalni jako serwujący lunch
- 1961: Frontier Circus jako zastępca szeryfa Phillips
- 1971: Alias Smith and Jones jako barman
- 1975: Starsky i Hutch jako Cal

film
- 1951: Szkarłatne godło odwagi jako żołnierz Konfederacji
- 1957: The Fuzzy Pink Nightgown jako D.J.
- 1962: The Silent Witness
- 1969: Popierajcie swego szeryfa jako barman
- 1979: Real Life jako Radny Harris

## Wyróżnienia
Posiada swoją gwiazdę na Hollywoodzkiej Alei Gwiazd.